# Retreat (udde)
Retreat är en udde i Antarktis. Den ligger i Östantarktis. Nya Zeeland gör anspråk på området.
Terrängen inåt land är kuperad åt nordväst, men österut är den platt. Havet är nära Retreat åt sydost. Trakten är obefolkad. Det finns inga samhällen i närheten. 